# Либера
Либера — древнеримская богиня плодородия, помогавшая виноградарям и виноделам, жена Бахуса (в Греции Дионис, ранее почитался в Риме под именем Либер). Бахус-Либер пользовался широкой популярностью во всем римском мире во времена Империи, когда многие императоры отождествляли себя с Либером-Дионисом.
В честь Либера, Либерии и Цереры 17 марта отмечался праздник — так называемые либералии.
Также в Риме Либерой представляли Прозерпину, которую в свою очередь в греческом пантеоне отождествляли с Персефоной.
В честь Либеры назван астероид (771) Либера, открытый в 1913 году.